# Voivodato di Czernihów
Il voivodato di Czernihów (in polacco:  Województwo Czernihowskie) è stato un'unità di divisione amministrativa e governo locale del Regno di Polonia (Confederazione polacco-lituana) dal 1635 alla spartizione della Polonia del 1772-1795.

## Storia
Nel 1635 Marcin Kalinowski diventò il primo voivoda (governatore) del voivodato di Czernihów.
La sede del governatorato del voivodato (Wojewoda) era situata a Czernihów (Černigov).

## Voivodi
- Marcin Kalinowski (1635-1652)

## Geografia antropica

### Suddivisioni amministrative
- Contea di Czernihów
- Contea di Nowogród